# Bandikui
Bandikui è una suddivisione dell'India, classificata come municipality, di 16.292 abitanti, situata nel distretto di Dausa, nello stato federato del Rajasthan. In base al numero di abitanti la città rientra nella classe IV (da 10.000 a 19.999 persone).

## Geografia fisica
La città è situata a 27° 3' 0 N e 76° 34' 0 E e ha un'altitudine di 279 m s.l.m..

## Società

### Evoluzione demografica
Al censimento del 2001 la popolazione di Bandikui assommava a 16.292 persone, delle quali 8.679 maschi e 7.613 femmine. I bambini di età inferiore o uguale ai sei anni assommavano a 2.156, dei quali 1.125 maschi e 1.031 femmine. Infine, coloro che erano in grado di saper almeno leggere e scrivere erano 11.947, dei quali 7.176 maschi e 4.771 femmine.